# Luritja Road
Luritja Road – droga stanowa nr 3, o długości 147 km, w Australii, na obszarze Terytorium Północnego. Ściśle turystyczna, przebiega przez park narodowy Watarrka. Jest częścią Red Centre Way i łączy drogi Larapinta Drive z Lasseter Highway. Nazwa drogi pochodzi od plemienia aborygenów, Luritja.